# لاري كينغ
لاري كينغ (بالإنجليزية: Larry King)‏ (19 نوفمبر 1933 - 23 يناير 2021); إعلامي ومقدم برامج إذاعية أمريكي. اسم لاري كينغ الأصلي هو «لورانس هارفي زيغر» (بالإنجليزية: Lawrence Harvey Zeiger)‏، بدأ العمل في قناة سي إن إن في العام 1985 وكان يقدم برنامجه الشهير لاري كينغ لايف (Larry King Live) حتى العام 2010، انتقل بعدها للعمل في قناة آر تي أمريكا (روسيا اليوم - أميركا) حيث قدم برنامج Politicking with Larry King الأسبوعي.

## نشأته
ولد لاري كينغ لأسرة يهودية روسية مهاجرة في بروكلين بنيويورك. ألا أن كينغ تحول إلى اللاأدرية عام 1966. توفي والده بأزمة قلبية مفاجاة وهو في التاسعة من عمره واضطرت والدته للعيش على المعونات لتربية لاري وأخوه الصغير. أثرت وفاة والده فيه وفقد اهتمامه بالدراسة. بعد تخرجه من المدرسة الثانوية اتجه لاري إلى العمل لمساعدة والدته. كان لاري يحلم منذ سن الخامسة أن يعمل في الإذاعة وكان من يقلد في صغره مذيعي الراديو. عند بلوغه العشرينات كان لاري يعمل بإيصال الطرود في شركة United Parcel Service وفقد الأمل أن يعمل في مجال الإعلام.

## راديو ميامي
التقى كينغ بأحد العاملين في قناة سي بي اس (CBS) الذي نصحه بالتوجه إلى ميامي الذي كانت سوقا ناميا في مجال الإعلام وكان تتوفر فيها فرص العمل لأشخاص قليلي الخبرة في مجال الإعلام. وجد لاري بعد بحث طويل عملا في مجال التنظيف في إذاعة صغيرة في تلك الفترة تدعى (WIOD). بعد استقالة أحد مذيعيها تم تعيينه مكانه وقام في بداية شهر مايو من عام 1957 بأول بث له كدي جي إلى التاسعة صباحا إلى الظهر. عمل كذلك في نشرات الأخبار والنشرات الرياضية وكان يتلقى أجر 55 دولارا في الأسبوع. قام مدير المحطة بتغيير اسمه من لاري زيغر إلى لاري كينغ لأن زيغر كان له مدلول عرقي بالنسبة للمدير. بدأ بعد ذلك بإجراء مقابلات عند مطعم Pumpernik's restaurant على شاطئ ميامي لبرنامج يبث عند الظهيرة. كان يقوم بإجراء مقابلة مع كل شخص يدخل المطعم وكان أول مقابلة له مع نادلة في المطعم.
في ماي 1960 قام بتقديم برنامج حواري يتناول مواضيع ساخنة في تلك الفترة.

## مع السي إن إن
بدأ لاري كينغ في يونيو من سنة 1985 تقديم برنامجه الشهير لاري كينغ لايف. يقول كينج الذي وصفته مجلة أمريكية بـ «سيد الميكروفون» إنه ينطق أكثر من 18 ألف كلمة في المتوسط باليوم الواحد، إذ تمكن خلال مشواراه الإذاعي والتلفزيوني من إجراء مقابلات مع أكثر من 40 ألف شخصية. وكان لاري كينغ قد وقع عام 2004, عقداً جديداً مع قناة السي إن إن بقيمة 58 مليون دولار ليصبح الصحافي الأعلى دخلاً في تاريخ صناعة الإذاعة والتلفزيون في العالم، وبموجب الاتفاق الجديد الذي يستمر لمدة أربعة أعوام يتقاضي كينج مرتباً سنوياً قدره حوالي 15 مليون دولار، فضلاً عن مزايا إضافية مغرية تتضمن استخدام طائرة خاصة لتسهيل تنقله بين منزله في نيويورك ومكان عمله في لوس أنجلوس.
احتفل لاري كينج في سنة 2007 بمرور 50 عاماً على عمله في المجال الاعلامي. وقررت قناة السي إن أن تعرض فيلم وثائقي عن حياة كينغ المهنية الطويلة الذي أكد مؤخراً أنه «ليست لديه الرغبة في التقاعد.»

## مرضه
خضع لاري كينغ مارس 2007، لجراحة ناجحة تتعلق بانسداد شريان في الرقبة وإعادة توفير تدفق الدم إلى المخ في مستشفى سيدرز سايناي الطبي. وكان كينغ قد خضع عام 1987 لجراحة قسطرة في القلب، كما أسس مؤسسة خيرية ترعى تكاليف علاج الأمراض القلبية لقرابة 300 مريض لا يشملهم غطاء التأمين الصحي في لوس أنجلوس [بحاجة لمصدر].

## وفاته
توفي لاري كينغ يوم السبت المصادف 23 يناير 2021 في مركز سيدرز سايناي الطبي في لوس أنجلوس عن عمر ناهز 87 عامًا، إثر إصابته بمرض فيروس كورونا بالإضافة لإصابته بالسكري النوع الثاني.

## روابط خارجية
- لاري كينغ على موقع IMDb (الإنجليزية)
- لاري كينغ على موقع الموسوعة البريطانية (الإنجليزية)
- لاري كينغ على موقع مونزينجر (الألمانية)
- لاري كينغ على موقع ألو سيني (الفرنسية)
- لاري كينغ على موقع ميوزك برينز (الإنجليزية)
- لاري كينغ على موقع أول موفي (الإنجليزية)
- لاري كينغ على موقع قاعدة بيانات الأفلام السويدية (السويدية)
- لاري كينغ على موقع إن إن دي بي (الإنجليزية)
- لاري كينغ على موقع قاعدة بيانات الفيلم (الإنجليزية)
- لاري كينغ على موقع كينوبويسك (الروسية)